# ウィケルマン・カルモナ
ウィケルマン・ホセ・カルモナ・トーレス（Wikelman José Carmona Torres, 2003年2月24日 - ）は、ベネズエラ・グアリコ州バジェ・デ・ラ・パスクア出身のサッカー選手。メジャーリーグサッカー・ニューヨーク・レッドブルズ所属。ポジションはMF。

## クラブ経歴

### 地元時代
マルガリータ島に所在するダイナモ・マルガリータFCのユースアカデミーで教練を積み、ユース世代のベネズエラ代表でも活躍。プロ入り前からベネズエラ国内でも逸材として注目を集める。

### ニューヨーク・レッドブルズ
2021年1月25日、ニューヨーク・レッドブルズとプロ契約を締結したことを発表。同年シーズン開幕戦となった4月18日のスポルティング・カンザスシティ戦で、後半途中に同胞のクリスティアン・カセレスとの交代で起用されプロデビューするも、試合は1-2で敗れた。

## 代表歴
2019年にペルーで開催された南米U-17選手権に、U-17ベネズエラ代表で出場。3試合1ゴールを記録した。